# كلب المروج الغونيسوني
كلب المروج الغونيسوني (الاسم العلمي:Cynomys gunnisoni) (بالإنجليزية: Gunnison's Prairie Dog)‏ هو نوع من الحيوانات يتبع جنس الكلب المروج من فصيلة سنجابية.